# Jesús Ponce Labastida
José de Jesús Ponce Labastida, meglio conosciuto come Jesús Ponce Labastida o con il soprannome Chuco Ponce (Guadalajara, 1929 – 1° agosto 2024), è stato un allenatore di calcio e calciatore messicano, di ruolo attaccante. È considerato una delle leggende del Guadalajara, sia per il suo contributo come allenatore che come calciatore.

## Carriera

### Calciatore
Dopo essersi formato calcisticamente nel Nacional, piccolo club di Guadalajara, ha debuttato diciasettenne con il più quotato Guadalajara, noto anche come Chivas, nella stagione 1947-1948, marcando al al suo debutto una doppietta contro l'Atlante. Ponce fece parte del ciclo sportivo dei Chivas conosciuto come Ya merito (1950-1956) che dominava nel gioco ma faticava a compiere il decisivo salto di qualità per vincere il titolo. Giocò nel club di Guadalajara in due periodi separati, tra il 1947-1956 e 1962-1963.

### Allenatore
Lasciato il calcio giocato, restò al Guadalajara come allenatore, sia delle giovanili che della prima squadra, che guidò in quattro occasioni distinte, con cui vinse la Copa México 1969-1970. È stato per lungo tempo assistente di Javier de la Torre.
Nel 1976, quando franchigia statunitense dei Philadelphia Atoms, militante nella NASL, venne acquisita da un consorzio di quattro squadre dello stato di Jalisco, tra cui il Chivas, a Labastida venne affidata la guida della squadra. La rosa fu completamente rivoluzionata, costruita con una rosa formata quasi completamente da giocatori provenienti dal campionato messicano. Gli Atoms però sotto la sua guida non riuscirono a superare la fase a gironi del torneo 1976.

## Palmarès

### Allenatore
- Coppa del Messico: 1

Guadalajara: 1969-1970